# Begraafplaats van Sint-Silvesterkappel
De Begraafplaats van Sint-Silvesterkappel is een gemeentelijke begraafplaats in de gemeente Sint-Silvesterkappel in het Franse Noorderdepartement. De begraafplaats ligt aan de Route Nationale op 200 m ten oosten van het dorpscentrum (Sint-Andrieskerk). Ze is bereikbaar via een doorgang van 30 m tussen de huizen. De toegang bestaat uit een tweedelig traliehek tussen bakstenen muren. Het terrein heeft een rechthoekig grondplan en wordt omgeven door een haag.

## Britse oorlogsgraven
Vlak bij de zuidelijke hoek van de begraafplaats ligt een Brits militair perk met gesneuvelden uit de Tweede Wereldoorlog. Er liggen 19 Britten die allen omkwamen in mei 1940. Vier van hen konden niet meer geïdentificeerd worden. De graven worden onderhouden door de Commonwealth War Graves Commission en zijn daar geregistreerd onder St. Sylvestre-Cappel New Cemetery.